# Ofitas

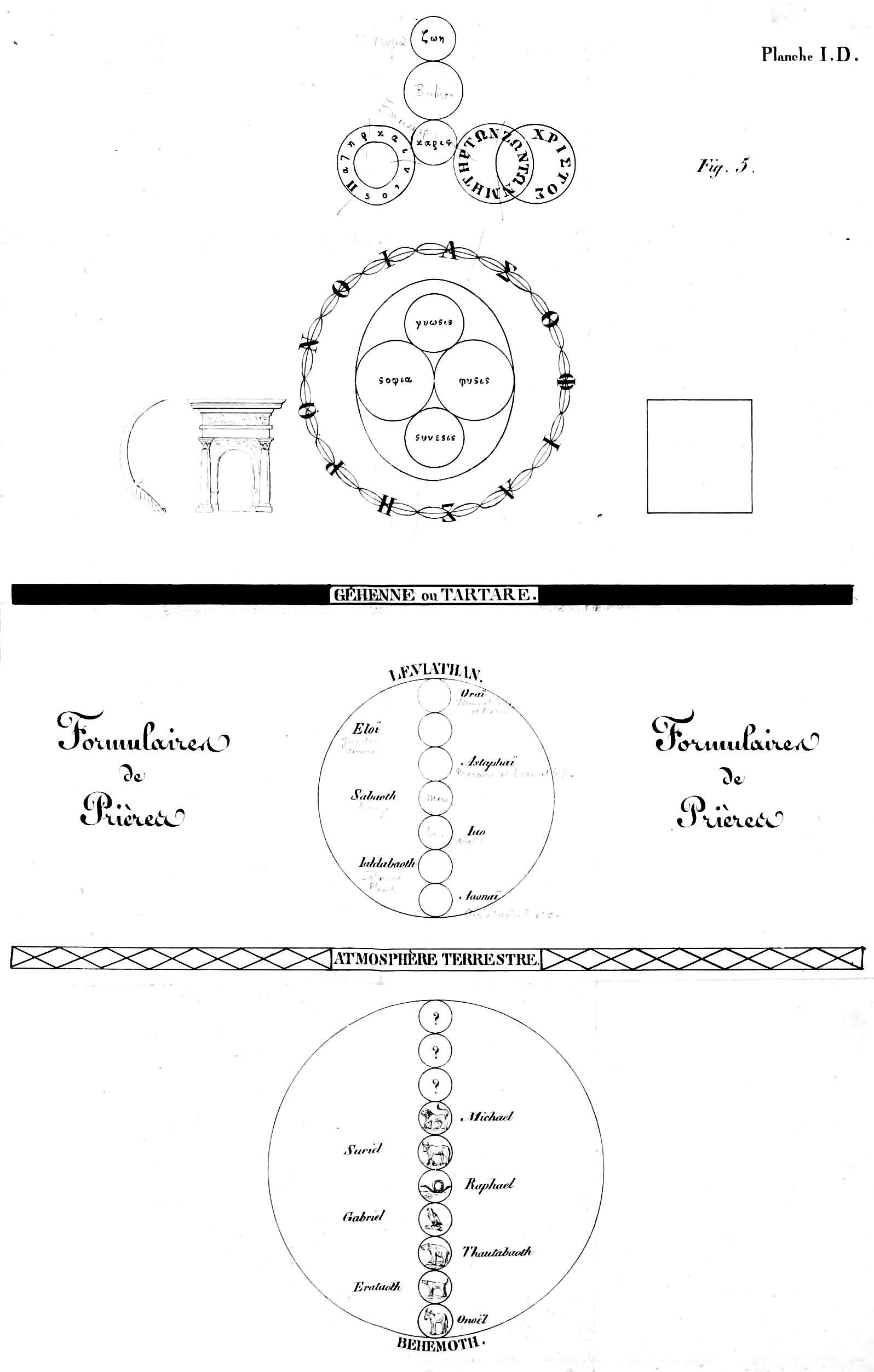
Reconstrucción de un diagrama ofita (Jacques Matter, Histoire critique du Gnosticisme, 1826).

Ofitas, ofianos (ophianoi ὄφιανοι) y ofismo, son denominaciones genéricas para una secta gnóstica que se desarrolló a partir del siglo I en Siria y Egipto. Su nombre se deriva del griego ὄφις (ophis, «serpiente»). La secta fue descrita por Hipólito de Roma (170-235) en una obra perdida, el Syntagma («arreglo»).
Se cree actualmente que las descripciones posteriores de estos «ofitas» por parte de Pseudo-Tertuliano, Filastrio y Epifanio de Salamina derivan del Syntagma perdido de Hipólito. Así, es posible que, más que un nombre sectario real, Hipólito inventara «ofita» como un término genérico para lo que consideraba especulaciones heréticas sobre la serpiente del Génesis o la serpiente de metal de Moisés.
Aparte de las fuentes directamente derivadas de Hipólito (Pseudo-Tertuliano, Filastrio y Epifanio), Orígenes y Clemente de Alejandría también mencionan al grupo. El grupo es mencionado por Ireneo en Adversus Haereses (1:30).
Común a estas sectas era la gran importancia que daban a la serpiente del Génesis (la del relato bíblico del pecado original de Adán y Eva), por su conexión con el árbol del conocimiento del bien y del mal, y la de este con la gnosis ("conocimiento"). Contrariamente a la interpretación cristiana ortodoxa de la serpiente como Satanás, los ofitas veían en la serpiente una figura positiva, heroica; mientras que al Dios del Antiguo Testamento lo identificaban con una figura negativa, malvada (un demiurgo al que denominan Yaldabaoth el leontoeides -"rostro de león"-). La imposición de la doctrina cristiana ortodoxa a partir del siglo IV implicó la destrucción de todos los textos de los ofitas; con lo que la mayor parte de la información acerca de estas sectas sólo puede ser obtenida de aquello que decían de ellas sus enemigos: Hipólito de Roma, Ireneo de Lyon, Orígenes y Epifanio de Salamis. Algunos textos ofitas, sin embargo, han sido recuperados en descubrimientos arqueológicos recientes, como los de Nag Hammadi (Evangelio apócrifo de Juan, Hipóstasis de los Arcontes o Sobre el origen del mundo).

## Fundamentos
En Génesis 3:1-7 se dice que la serpiente tentó a Eva para que comiese de la fruta prohibida diciéndole que se le abrirían los ojos y sería como Dios. Considerando Eva esta fruta "excelente para lograr la sabiduría" la probó y se la ofreció también a Adán.
En Lucas 10:19 Jesús da a los apóstoles poder "de pisar sobre serpientes y escorpiones, y sobre todo poder del enemigo", en referencia al Diablo.
En el texto apócrifo conocido como La Vida de Adán y Eva, de finales del siglo I d. C., el Diablo convence a la serpiente, llamándola la "más sagaz entre todas las fieras", para hablar por su boca y convencer a su vez a Eva de que probase la fruta prohibida.
Es en Apocalipsis 12:9 y Apocalipsis 20:2 donde la "serpiente antigua" es considerada el mismo Diablo.
Los ofitas, al igual que otras sectas gnósticas, diferenciaban al Dios del Antiguo Testamento, malvado y misantrópico, del Jesús del Nuevo Testamento, bondadoso y filantrópico.
Ireneo de Lyon, en el siglo II, describió las creencias ofitas. En el principio un padre y un hijo se habrían enamorado de una primera mujer espíritu, o Espíritu Santo, y habrían tenido a Cristo, que sería el tercer varón. De Cristo nacería la Sabiduría (Prúnicos) y de esta, a su vez, surgiría "Yaldabaoth" o "Jaldabaoth".
Yaldabaoth era considerado un demiurgo y le aplicaban el adjetivo "leontoeides" (rostro de león). Este habría creado a Adán y Eva en el Paraíso para que estuviesen a su servicio y le adorasen, prohibiéndoles comer del árbol del conocimiento del bien y del mal. La Sabiduría habría instigado a la serpiente a convencer a Adán y Eva de liberarse de esa prohibición.
Tras comer Adán y Eva de la fruta prohibida fueron expulsados, junto con la serpiente, del Paraíso. La serpiente era llamada por los ofitas también Miguel y Samahel.
La serpiente es considerada por los ofitas como una benefactora que ofreció el conocimiento (gnosis) salvífico (soteriológico) al hombre frente a un Dios que no quería compartirlo. Esta visión de la serpiente es semejante a la de Prometeo de la mitología griega, que Dio el fuego a los hombres y fue castigado por esto.
Adán y Eva tuvieron a Caín y a Abel. Caín habría matado a Abel por instigación de la serpiente. Los ofitas mencionaban también como hijos de Adán y Eva a otros dos hermanos llamados Set y Norea.
Como los hombres no adoraban a Yaldabaoth, este les envió el Diluvio Universal. Noé y los que estaban con él en el arca se habrían salvado por una "gota de luz" que procedería de la Sabiduría. Luego, Yaldabaoth habría hecho un pacto con Abraham y, posteriormente, habría sacado a los descendientes de Egipto liderados por Moisés, al cual dio la ley de los judíos.
Yaldabaoth habría creado el cuerpo físico de Jesús.
Los ofitas creían que siete estrellas constituían la Santa Hebdómada y que esta se comunicaba con los profetas.
En el siglo III Pseudo-Tertuliano habló de que los ofitas consideraban a eón a Yaldabaoth y que de este habrían nacido siete hijos, que serían la Hebdómada. De los ángeles y virtudes surgidos de Yaldabaoth habrían salido los seres humanos reptando como gusanos y una chispa (scintillam) les habría permitido levantarse y conocer las cosas divinas, lo que indignó a Yaldabaoth.
El Pseudo-Tertuliano dice que gracias a Sabiduría los hombres solo adoraron a la divinidad surgida antes de Yaldabaoth. Envidioso, Yaldabaoth habría enviado la serpiente a Eva que, creyendo que esta era el Hijo de Dios, habría comido del árbol del conocimiento del bien y del mal.
Hipólito de Roma, en el siglo III, también criticó a los ofitas, junto con otras sectas gnósticas.
Orígenes, en el siglo III, dijo que los ofitas creían que la serpiente "aconsejó bien a los primeros hombres", a quienes consideraban gentes que sobrepasaban a los titanes y gigantes míticos. También indica que se gloriaban de un tal Éufrates como iniciador de esa doctrina.
Filastrio, en el siglo IV, dijo que los ofitas fueron la primera secta surgida del cristianismo. Señaló que creían que la serpiente dio el don de la ciencia del bien y del mal a la mujer, que esta lo había transmitido al resto de la humanidad y que Dios, por envidia, había expulsado a la serpiente del "primer cielo". Indicó que los ofitas también eran llamados "serpentini" por adorar serpientes y que consideraban a este animal una virtud de Dios.
Epifanio de Salamina, en el siglo IV, afirmó que los ofitas podrían haber malinterpretado la frase de Jesús de Mateo 10:16 de "Sed astutos como la serpiente y puros como la paloma", ya que esta no conectaba al hombre con esos animales sino que simbolizaba las facetas de la vida del cristiano.
Epifanio también mencionó que los ofitas también habían malinterpretado que Moisés mandase levantar una serpiente de bronce en un palo para que los que la mirasen quedasen curados de las mordeduras de estos animales en Números 21:9 y que Jesús dijese que el Hijo del Hombre sería levantado del mismo modo en Juan 3:14, ya que esto no significaba ninguna forma de culto a la serpiente, a la cual consideraba un ídolo antiguo y el Diablo del Génesis.
Teodoreto de Ciro, en el siglo V, dijo que los ofitas llegaron a identificar a la serpiente con el mismo Cristo, porque mostró "que los seres humanos tienen la sabiduría de la serpiente".
Isidoro de Sevilla, en el siglo VII, describió en sus Etimologías a los ofitas con las siguientes palabras:

Los ofitas reciben este nombre derivado de serpiente, que en griego es ophis: dan culto a la serpiente afirmando que ésta, en el Paraíso, aportó el conocimiento de la virtud.

La secta es descrita brevemente también en el siglo VIII por Juan Damasceno y Teodoro Bar Konai.

## Rituales
Agustín de Hipona decía que los ofitas hacían que una serpiente lamiese los panes antes de la eucaristía para santificarla.
Epifanio de Salamina, un padre de la iglesia del siglo IV, dijo que los ofitas le ofrecían a una serpiente el pan de la eucaristía o la ponían delante en el rito de consagración del pan. También decía que los ofitas capturaban a las serpientes en madrigueras, las guardaban en cestos, las alimentaban y después de los rituales las devolvían a sus madrigueras. Epifanio añade que a la serpiente se le daba para comer una oveja, como signo contra los católicos que consideraban a Cristo el cordero pascual. Según Epifanio, los ofitas también saludaban, besaban o abrazaban a la serpiente, tras lo cual se postraban ante ella, le decían que por ella habían nacido de nuevo y cantaban himnos al "Padre de arriba".
Orígenes indicaba que los ofitas habían elaborado un diagrama con varios círculos, dos de los cuales eran llamados Leviatán y Behemot. El diagrama también representaba el Gehena y una serie de animales-arcontes que simbolizaban a diversos ángeles. El diagrama tenía, además, una representación de la puerta del Paraíso con una espada de fuego. También figuran las palabras Padre, Hijo, Amor, Vida, Providencia de la Sabiduría, Naturaleza de la Sabiduría, Ciencia e Inteligencia.
Orígenes menciona que los ofitas pronunciaban unas palabra secretas antes de cruzar unas puertas.

## Sectas gnósticas relacionadas
Ireneo de Lyon señaló también que los valentinianos tomaron como referencia a los ofitas y a otras sectas gnósticas.
El Pseudo-Tertuliano dice que los ofitas estuvieron en el origen de otras sectas gnósticas, que fueron los setitas y los cainitas.
Teodoreto de Ciro, en su compendio sobre herejías, dedicó el mismo apartado a setitas y ofitas, confundiéndolos.

## Legislación romana
En el Código de Justiniano se incluye una ley del año 428 del emperador Teodosio en la que se enumera a los ofitas entre los herejes que "nunca tuvieron la oportunidad de reunirse y hablar en suelo romano".